# きまぐれクック
きまぐれクックは、日本の男性YouTuberであるかねこ（1991年〈平成3年〉5月31日 - ）が、2016年12月23日に開設したYouTubeチャンネルである。2017年7月より2021年6月初旬までKiiiに所属していた。現在、Carry On所属。

## 概要
愛知県知多半島を拠点に活動しており、主に魚を取り扱う動画が多く、軽やかな包丁さばきと軽妙な語り口が人気を博している。体長約40cmのシマアジを数分で刺し身にする技量を持ち、一般的な食用魚ではないサメやウツボなども自宅の台所で捌くパフォーマンスを行う。生きた魚を殺める所は極力動画では取り扱わないようにしている。
動画内で魚の調理を始める際には「捌いていく！」、作った料理を食べる際に「銀色のヤツ！」という決めセリフがあり、後者ではアサヒスーパードライを飲むのが定番となっている。
一方で調理した魚本来の癖が原因で料理がお世辞にもいいとは思えない出来になる事もあるが、基本的にそうなった物は｢美味しくない｣としっかり伝えるスタイルを取っている。
調理師免許は持っていないが、愛知県にてふぐ処理師の免許を取得している。
愛猫のトラを溺愛しており、過去にはトラを可愛がるだけの動画も投稿している。

## 経歴
1991年愛知県の伊勢湾近くの漁師町に生まれる。幼少の頃から釣りや魚の調理や食べることに親しんで育つ。魚の捌き方は調理師の両親を見て育ったことから、自然とできるようになったという。名古屋の工業高校を卒業後、サービス業へ就職。
2016年3月、親友の釣り仲間たちと「にしやんfishingclub」というチャンネルでグループYouTuberと活動開始。また、かねこ単独でもチャンネルを開設するも、2016年8月頃動画を集約して更新頻度を上げていこう、ということから合併した。
2016年12月、サービス業で調理の腕が磨かれ役職を貰うほどであったが、休日が不定休で日数も少ないことを苦に離職することを決意。2017年2月に退職することが決まって動画編集の時間が取れるようになるため、「にしやんFishingClub」のチャンネルに自分の動画のみが並ぶのはよろしくないだろう、ということで再度チャンネルを分割する。
この時はまだYouTuberを専業として活動していく事は考えておらず、2017年4月からの就職がほぼ決まっていた。この時、友人のYouTuberである渥美拓馬から「なかなか掴めるチャンスじゃない。本当にもったいないから、ちょっとあと一ヶ月だけ真剣にやってみ」という言葉を受け、精力的に活動していく。あるとき、マグロをさばいた動画がYouTubeの「急上昇」に載り、それを境に上げる動画がほぼ全て「急上昇」に載るようになり、登録者が加速度的に増えていき2017年3月末には70,000人を記録した。これをきっかけにほぼ決まっていた会社には辞退を申し出て、YouTuberとして活動していくことを決めた。
2017年4月11日、YouTubeチャンネル「きまぐれクック」のチャンネル登録者数10万人を突破。
2018年9月12日、YouTubeチャンネル「きまぐれクック」のチャンネル登録者数100万人を突破。
中京テレビの開局50周年を記念して開催された「サカイホールディングスpresents SASASHIMA XMAS LIGHTS 2019」にて、自身がプロデュース・監修した料理を提供する「きまぐれ食堂」が2019年12月6日から12月25日までの間、期間限定で出店された。
2020年7月7日、自身のTwitterで結婚を発表した。
2020年12月11日、自身プロデュースの調味料・調理器具を取り扱うネットストア「かねこ道具店」を開設。
2021年3月1日、初の自著書籍である料理本「さばいていくっ！ きまぐれクック流 魚さばきの楽しみ方」を出版。
2021年6月5日公開の動画で、これまで所属していたKiiiの社長の急な交替や経営陣への抗議として、Kiiiを退所したことを発表した。その後、Carry Onに移籍。
2021年11月18日公開の動画にて第一子の誕生を報告した。性別は非公表。
2021年11月19日公開の動画にて活動の休止を発表した。理由としては、第一子が生まれた事による育休、健康診断等の身体のケア、メインチャンネルのリニューアルを挙げている。サブチャンネルの「きまぐれクックのサボり場」は更新を継続し、主に遊戯王カードに関する動画や過去のボツ動画を公開するなどした。
2022年1月8日公開の動画にて活動の再開を発表した。チャンネル休止の理由の一つとして挙げていたメインチャンネルのリニューアルについて、これまで撮影スタジオとしてきた亡き祖母宅の老朽化やセキュリティ上の懸念を挙げ、旧来のスタジオでの収録を終了するとした。また、1月9日公開の動画にて、一軒家で新築した新しい撮影スタジオを公開した。新築にかかった費用は1億2000万円で、動画再生による広告収入のみで賄ったという。この件に関して、かねこは改めて視聴者への感謝を表明した。
2023年2月20日、YouTubeチャンネル「きまぐれクック」のチャンネル登録者数が500万人を達成。
2023年5月31日公開の動画にて、プレジャーボートを購入したことを発表した。購入したのはYAMAHA YFR-27 HMEXで、費用は約3000万円。
2024年1月26日午前8時に、YouTubeコミュニティにて、チャンネル登録者数が1000万人を突破したことを発表した。

## その他
カードコレクターとしてのかねこは、遊☆戯☆王オフィシャルカードゲームのプロモーションカードとして世界に1万枚しか存在しない「光の創造神　ホルアクティ」を30枚保有している。2020年8月15日時点の相場で総額1200万円に相当するとされる。その他にも遊戯王カード20周年を記念して製作されたプロモーションカードである、純金と純銀の「青眼の白龍」を複数枚保有している。

## 著書
- さばいていくっ！ きまぐれクック流 魚さばきの楽しみ方（KADOKAWA、2021年3月1日発売）ISBN 9784046050281

## 出演
- イッポウ（2017年7月25日、CBCテレビ）[31]
- ゆうがたサテライト（2017年10月10日、テレビ東京系列局）[32]
- 行列のできる法律相談所（2019年1月6日、日本テレビ系列）[2]
- ウコンの力（CM、2019年12月1日 - ）[33]
- ニュースシブ5時（シブ5時探偵団、2019年11月29日、NHK総合テレビジョン）[34]
- 前略、大徳さん（2019年12月15日、中京テレビ）[35]
- サタデープラス（2019年12月21日、MBSテレビ）[36]
- FOLLOWERS（2020年、Netflix）[37]